# Чихачьово (Бєжаницький район)
Чихачьово (рос. Чихачёво) — село в Бєжаницькому районі Псковської області Російської Федерації.
Населення становить 801 особу. Входить до складу муніципального утворення Чихачьовське муніципальне утворення.

## Історія
Від 2005 року входить до складу муніципального утворення Чихачьовське муніципальне утворення.

## Населення
| 1939 | 1959  | 2001  | 2002 | 2010 |
| ---- | ----- | ----- | ---- | ---- |
| 964  | ↗1368 | ↘1130 | ↘996 | ↘801 |